# Валлерфанген
Валлерфанген (нім. Wallerfangen) — громада в Німеччині, знаходиться в землі Саар. Входить до складу району Саарлуї.
Площа — 42,17 км2. Населення становить 9220 ос. (станом на 31 грудня 2021).